# Chyphotidae
Chyphotidae zijn een familie binnen de orde der vliesvleugeligen (Hymenoptera). 

## Taxonomie
De volgende taxa worden bij de familie ingedeeld:
- Onderfamilie Chyphotinae
  - Geslacht Chyphotes
- Onderfamilie Typhoctinae
  - Geslacht Eotilla Schuster, 1949
  - Geslacht Typhoctes
  - Geslacht Typhoctoides